# Catapode des graviers
Micropyrum tenellum
Espèce
Classification APG III (2009)
Le catapode des graviers (Micropyrum tenellum) est une espèce végétale de la famille des Poaceae (graminées). Cette plante à tige peut atteindre jusqu'à 50 cm de hauteur.